# 伊內克斯-亞得里亞航空1308號班機空難
伊內克斯-亞得里亞航空1308號班機是一班由時屬南斯拉夫的盧布爾雅那飛往法國科西嘉島的包機，由MD-81型客機執飛。1981年12月1日，該班機在科西嘉島撞山墜毀，導致機上180人全部遇難。這是法國第二致命的航空事故，僅次於土耳其航空981號班機空難，也是涉及MD-80的最嚴重空難。

## 事故經過
事發當天是南斯拉夫國慶日假期的最後一天，173名乘客在旅行社的組織下由時屬南斯拉夫的盧布爾雅那登上JP1308號班機，從盧布爾雅那機場飛往法國科西嘉島首府阿雅克肖，參加為期一天的科西嘉島遊覽。該機也計劃從科西嘉島經倫敦、紐約飛往墨西哥城，機上乘客包括100名斯洛文尼亞人，20名墨西哥人，40名法國人，10名英國人和3名美國人，7名機組人員中亦有2名美籍乘務員。
飛機在接近阿雅克肖上空時進入等待航線，正等候降落許可。機艙內則是一番輕鬆的氣氛，副機長甚至讓他的兒子進入駕駛艙。其後，班機獲得下降至最低等待高度（6800英呎）的指示，但目的地的天氣惡劣，能見度幾乎為零，飛機飛入一片霧中。在飛機下降期間，地面迫近警告系統發出數次語音警告，提示飛行員加大發動機推力，但機組在遲疑之後才將機頭拉起，飛機的一側機翼隨即撞上聖彼得山（Mont San-Pietro）的頂峰，飛機也急速下降，最後墜毀於山的另一側，機上180人全部遇難。
然而，由於阿雅克修的空中交通管制員誤以為墜機事故發生在海上，搜救工作受到了妨礙。

## 調查
隨後對此次事故的調查顯示空管員誤以為1308號班機已偏離等待航線，已經在海上空飛行，而實際上飛機仍在科西嘉島內陸距海岸線15 km（9 mi）處多山地帶上空。而且，由於此次為伊內克斯-亞得里亞航空首次飛往科西嘉島，機組對目的地機場及其周邊不熟悉。
調查表明，這架MD-81的機組人員與阿雅克肖機場管制員的不準確用語也是空難的重要因素，而事發時阿雅克肖空管員被撤銷指控，轉投法國的另一個機場。
事發時，阿雅克肖機場沒有安裝雷達，因此阿雅克肖機場的設備在此次事故的影響下得到更新。